# Trał przeciwminowy KMT-5

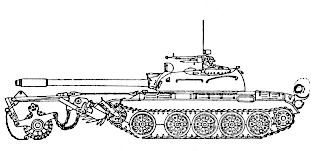
Trał KMT-5M zamontowany na T-55

Trał przeciwminowy KMT-5 – czołgowy trał przeciwminowy.

## Charakterystyka

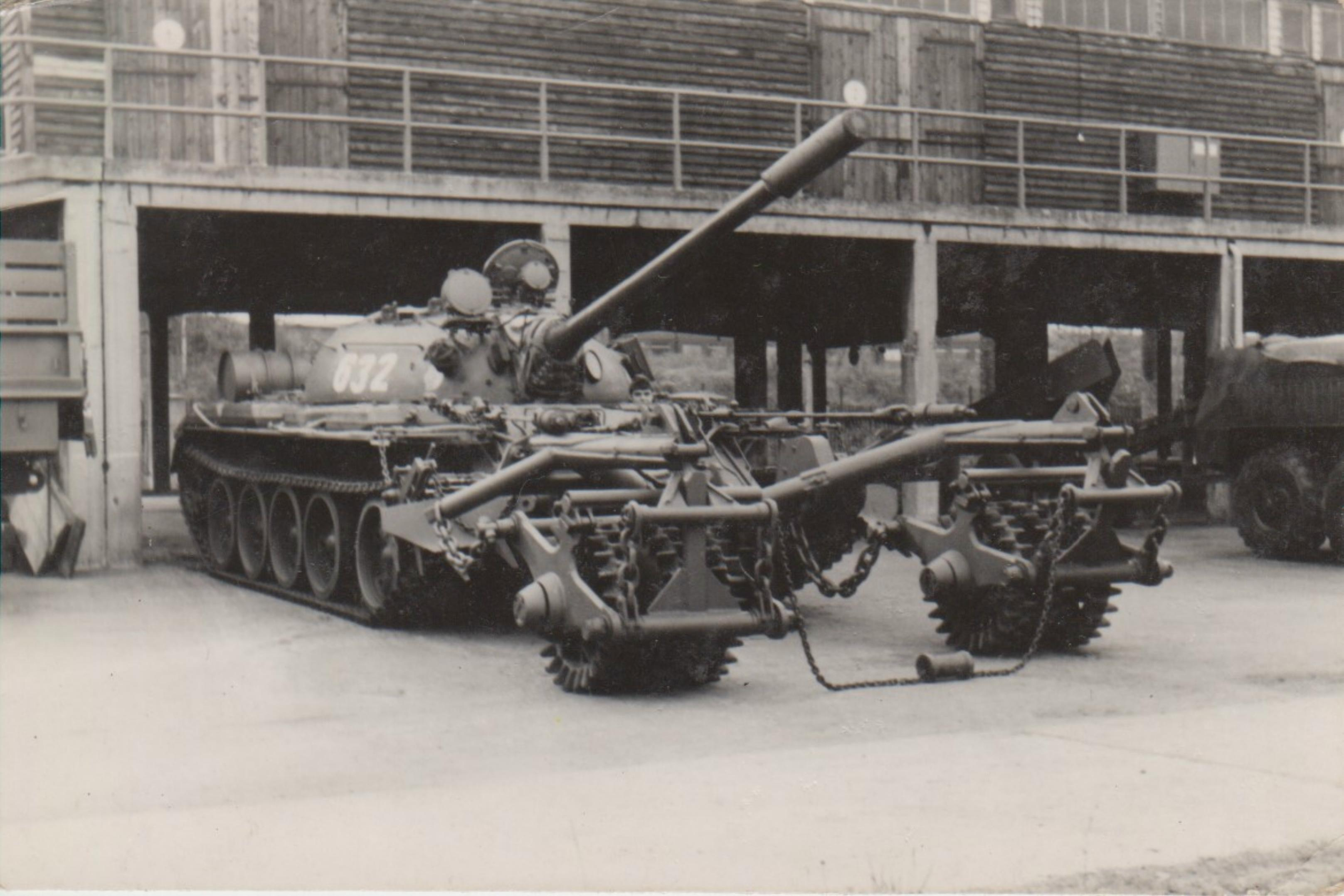
KMT-5 na czołgu NAL

Trał przeciwminowy KMT-5 stanowi dodatkowe wyposażenie czołgów T-54 i T-55 służące do rozpoznania i wykonywania przejść w przeciwpancernych polach minowych. Przejście w zaporze minowej wykonywane jest metodą naciskową i skrawającą. Istnieje też zmodernizowana wersja trału – trał KMT-5M.
Zespoły trału:
- zestaw organów roboczych,
  - dwie ramy z linami podtrzymującymi
  - dwie sekcje naciskowe
  - dwie sekcje skrawające
  - mechanizmy podnoszenia
- urządzenie do trasowania TS,
- kaseta nabojowa PSK
- osprzęt elektryczny.

## Dane techniczne trału
| Nazwa parametru                      | Wartość        |
| ------------------------------------ | -------------- |
| liczba sekcji naciskowych            | 2 szt.         |
| liczba sekcji skrawających           | 2 szt.         |
| masa kompletu trału                  | 7300 – 7500 kg |
| masa sekcji naciskowej               | 2265 kg        |
| masa sekcji skrawającej              | 420 kg         |
| szerokość koleiny sekcji naciskowej  | 0,73 – 0,81 m  |
| szerokość koleiny sekcji skrawającej | 0,6 m          |
| szerokość pasa między koleinami      | 2,10 – 216 m   |
| prędkość trałowania                  | 8 – 12 km/h    |